# Audrey Fildes
Audrey Fildes (* 24. November 1922 in Liverpool, Merseyside, England; † 13. September 1997 in Toronto,  Kanada) war eine britische Schauspielerin.

## Leben
Audrey Fildes wurde 1922 geboren. Sie war Tochter des Fechters Luke Fildes und Enkelin des Malers Luke Fildes.
1947 hatte Fildes bei dem Film While I Live erstmals eine Rolle inne. 1953 hatte sie ihre erste Rolle in der Fernsehserie BBC Sunday-Night Theatre.
1955 heiratete sie einen Kanadier und zog nach Ottawa, sie hatten zwei Söhne. Nach ihrer Scheidung kehrte sie nach England zurück. Dort absolvierte sie eine Ausbildung als Vergolderin und Restauratorin an der City and Guilds of London Institute. 1976 ließ sie sich in Toronto nieder.

## Filmografie
- 1947: While I Live
- 1949: Adel verpflichtet (Kind Hearts and Coronets)
- 1953: BBC Sunday-Night Theatre (Fernsehserie, Folge 4x13)
- 1953: Wednesday Theatre (Fernsehserie, Folge 1x09)